# 台灣信義宗
信義宗於1950年代在台宣教初期，即有四國（美國、挪威、丹麥、芬蘭）八差會一起合作。
因政策不同，有三國四差會仍在台灣信義會內，其餘四差會各自獨立發展，漸次成立新的總會。
目前在台灣的信義宗教會，共有六個總會如下︰
- 基督教台灣信義會：成立於1954年，主要在基隆市、臺北市、新北市、臺中市、嘉義市、臺南市、高雄市等城市工作。其母會為丹麥差會、挪威差會以及美國福音路德會。
- 中華基督教信義會：成立於西元1958年，先在桃竹苗地區，後向臺北都會區工作。由北美路德信友教會捐助成立。
- 臺灣中國基督教信義會：成立於1960年，在臺北都會區、宜蘭縣、桃園市工作。由挪威信義差會設立。
- 中華基督教福音信義會：成立於1973年，在中部地區（臺中市）工作。由挪威福音信義教會設立。
- 中華民國台灣基督教信義會：成立於1977年，先在屏東縣，後在高雄市、臺北都會區、新竹市工作。設有「沐恩之家」，從事福音戒毒；現由路加傳道會管理。由芬蘭差會（英语）捐助成立。
- 中華福音道路德會：由美國密蘇里路德會之差會創建，自1951年開始工作起，即獨自發展。在嘉義縣民雄鄉成立的「協同中學」，為少數基督教中學之一。

除了上述六個總會外，香港禮賢會在1975年來台設立禮賢會台北堂，後因1980年代面臨經濟危機，因此發展受影響而陸續停辦堂會和機構，如永和佈道所、台北禮賢學舍、台北普濟診所等。
台灣六個信義宗總會於1992年正式合作興辦神學教育——台灣新竹市的中華信義神學院，其董事會成員來自六個信義宗總會。